# Sparrenberg
Der Sparrenberg ist ein 180 m hoher Berg als Teil des östlichen Teutoburger Walds. Geologisch handelt es sich um einen Muschelkalk-Kamm. Auf ihm befindet sich die zwischen 1240 und 1250 angelegte Sparrenburg zur Sicherung des Bielefelder Passes. Etwa 6 Hektar Fläche der Burg und des umgebenden Parkgeländes sind als FFH-Gebiet ausgewiesen (FFH-Nummer 3917-301). Etwa 500 m südöstlich liegt die Römische Kreisgrabenanlage auf der Sparrenberger Egge.